# Euclystis turbulenta
Euclystis turbulenta är en fjärilsart som beskrevs av Walker 1858. Euclystis turbulenta ingår i släktet Euclystis och familjen nattflyn. Inga underarter finns listade i Catalogue of Life.